# Lullaby (Starsailor)
Lullaby è un singolo del gruppo musicale inglese Starsailor, pubblicato nel 2001 ed estratto dall'album Love Is Here.

## Tracce
- CD

1. Lullaby
2. From a Whisper to a Scream
3. Tie Up My Hands (live)
4. Lullaby (video)